# Brauerei Greifenklau
 (avril 2021).
Si vous disposez d'ouvrages ou d'articles de référence ou si vous connaissez des sites web de qualité traitant du thème abordé ici, merci de compléter l'article en donnant les références utiles à sa vérifiabilité et en les liant à la section « Notes et références ».
La Brauerei Greifenklau est une brasserie allemande basée à Bamberg, dans le nord de la Bavière.

## Histoire
La brasserie a été fondée en 1719 par le chanoine Franz Friedrich Greifenklau, qui lui a donné son nom. Depuis 1914, elle est la propriété de la famille Brockard. Avec une production de 990 hectolitres par an, c'est l'une des plus petites brasseries de Bamberg.

## Production
La brasserie produit une lager, une weizenbier, une zwickelbier et des bières saisonnières, une bock à l'automne et une bière rouge au printemps.